# Panacca africana
Panacca africana is een tweekleppigensoort uit de familie van de Parilimyidae. De wetenschappelijke naam van de soort is voor het eerst geldig gepubliceerd in 1898 door Locard.